# Gerardo Mello Mourao
Gerardo Mello Mourão (Ipueiras (Ceará), 8 januari 1917 – Rio de Janeiro, 9 maart 2007) was een Braziliaanse dichter criticus en vertaler. Hij was in de tweede helft van de 20e eeuw een van de belangrijkste figuren van de Braziliaanse modernistische beweging.

## Werken

### Poëzie
- Poesia do homem só (1938)
- Mustafá Kemel (1938)
- Do Destino do Espírito (1941)
- Argentina (1942)
- Cabo das Tormentas (1950)
- Três Pavanas (GRD, 1961)
- O país dos Mourões (GRD, 1963)
- Dossiê da destruição (GRD, 1966)
- Frei e Chile num continente ocupado (Tempo Brasileiro, 1966)
- Peripécia de Gerardo (1972)
- Rastro de Apolo (GRD, 1977)
- Pierro della Francesca ou as Vizinhas Chilenas: Contos (GRD, 1979)
- Os Peãs (Record, 1982)
- A invenção do saber (1983)
- O Valete de espadas (Guanabara, 1986)
- O Poema, de Parmênides [tradução] (in Caderno Lilá, 1986)
- Suzana-3 - Elegia e inventário (GRD, 1994)
- Invenção do Mar: Carmen sæculare (Record, 1997)[3]
- Cânon & fuga (Record, 1999)[4]
- Um Senador de Pernambuco: Breve Memória de Antônio de Barros Carvalho (Topbooks, 1999)[5]
- O Bêbado de Deus (Green Forest Brasil, 2000)[6]
- Os Olhos do Gato & O Retoque Inacabado (2002)
- O sagrado e o profano (2002)
- Algumas Partituras (Topbooks, 2002)[7]
- O Nome de Deus (in: Confraria, 2007)